# 都会の金魚
都会の金魚（とかいのきんぎょ）は、声優の落合祐里香が出した7thマキシシングルである。12ヶ月連続CDリリースの第7弾。品番はBWCA-1150。

## 収録曲
1. 都会の金魚
  - 作詞：落合祐里香、作曲：林有三、編曲：The Night Shift
2. 白キ夢ノXmas☆
  - 作詞：落合祐里香、作曲・編曲：大石憲一郎
3. 都会の金魚（inst.）
4. 白キ夢ノXmas☆（inst.）